# Mamiya 645D
Mamiya-Phase One 645 D — линейка автофокусных цифровых среднеформатных фотоаппаратов, выпущенных консорциумом датской компании Phase One и японской Mamiya. Употребление бренда Mamiya или Phase One определяется маркетинговой политикой консорциума и зависит от известности того или иного бренда на рынке конкретной страны. Линейка носит название «645» из-за обозначения размера кадра плёнки типа 120 — «6 × 4,5», для которой изначально была создана и на которую была ориентирована. Линейка получила индекс D с приходом цифрового задника, совместимого с рольфильмом для плёнки типа 120 и имеющего матрицу, близкую по формату к номинальным размерам кадра «6 × 4,5» — 56 × 41,5 мм.

## История и развитие
- Mamiya ZD 645AFD II — фотоаппарат с матрицей Dalsa CCD 36×48 мм с разрешением 22 Мпикс.
- Leaf Mamiya ProDigital II — результат сотрудничества с Leaf, полученный в результате объединения Mamiya 645AFDII и цифрового задника Leaf Aptus 22.[2]
- Mamiya 645AF
- Mamiya 645DF — полностью переработанная, относительно предыдущей, имеет цифровой задник.
- Mamiya 645DF LS.
- Mamiya 645DF+ получила относительно предыдущей модели более чувствительную фокусировку и более мощный аккумулятор.[3]

| Модель              | Анонс          | Габариты (мм), вес (гр.) |
| ------------------- | -------------- | ------------------------ |
| Mamiya ZD 645AFD II | FIA 2008       |                          |
| Mamiya 645DF        | Photokina 2009 | 153×128×153, 1030        |
| Mamiya 645DF+       | Photokina 2012 |                          |

## Объективы
затвор может быть или шторным или центральным. Рекомендованной к использованию является серия объективов Phase One Digital (2,8/80).
Под фотоаппарат серии AF, DF и DF+ разработаны объективы Mamiya Digital, он так же поддерживает другую оптику:
- автофокусная оптика Phase One;
- автофокусная и с ручной фокусировкой оптика Mamiya AF;
- для фотоппаратов системы Hasselblad V с ручной фокусировкой фирмы Victor Hasselblad;
- серии Pentacon Six с ручной фокусировкой фирмы VEB Pentacon Dresden;
- с центральным затвором фирмы Jos. Schneider Feinwerktechnik GmbH&Co (для модификации 645 DF).

| Модель                                      | Э. Ф. Р. |
| ------------------------------------------- | -------- |
| Mamiya Sekor AF 28 мм f/4,5 LS D Aspherical | 17       |
| Mamiya Sekor AF 28 мм f4.5 D Aspherical     | 17       |
| Mamiya Sekor AF 35 мм f/3,5 D               | 21       |
| Mamiya Sekor AF 45 мм f/2,8 D               | 27       |
| Mamiya Sekor AF 55 мм f/2,8 LS D            | 33       |
| Mamiya Sekor AF 80 мм f/2,8 LS D            | 48       |
| Mamiya Sekor AF 80 мм f/2,8 D               | 48       |
| Mamiya Sekor AF 110 мм f/2,8 LS D           | 66       |
| Mamiya Sekor AF 120 мм f/4 Macro            | 72       |
| Mamiya Sekor AF 150 мм f/2,8 IF D           | 90       |
| Mamiya Sekor AF 210 мм f/4 IF               | 126      |
| Mamiya Sekor AF 240 мм f/4,5 LS IF          | 150      |

## Цифровые задники
Mamiya 645:
- AF: ПЗС-матрица размером 53,9×40,4 мм, разрешением 8984 × 6732 (60,5 Мпикс);
- DF: ПЗС-матрица размером 49,1×36,8 мм;
- DF LS поддерживает цифровые задники[источник не указан 4509 дней]:
  - P21 с размером ПЗС-матрицы 44,2×33,1 мм, разрешением 18 Мпикс;
  - P25 с размером ПЗС-матрицы 48,9×36,7 мм, разрешением 5436 × 4080 (22 Мпикс);
  - P30 с размером ПЗС-матрицы 44,2×33,1 мм, разрешением 6496 × 4872 (31,6 Мпикс);
  - P40 с размером ПЗС-матрицы 43,9×32,9 мм, разрешением 7320 × 5484 (40 Мпикс);
  - P45 с размером ПЗС-матрицы 49,1×36,8 мм, разрешением 7216 × 5412 (39 Мпикс);
  - P65 с размером ПЗС-матрицы 53,9×40,4 мм, разрешением 8984 × 6732 (60,5 Мпикс);
  - IQ140 с размером ПЗС-матрицы 44×33 мм, разрешением 7320 х 5484 (40 Мпикс);
  - IQ160 с размером ПЗС-матрицы 53,9×40,4 мм, разрешением 8984 × 6732 (60,5 Мпикс);
  - IQ180 с размером ПЗС-матрицы 53,9×40,4 мм, разрешением 10320 × 7752 (80 Мпикс);
- DF+ поддерживает цифровые задники Leaf, Mamiya, Phase One и Sinar, а комплектуется, на выбор, цифровыми задниками:
  - Leaf Credo 40 Мпикс. (43,9 × 32,9 мм);
  - Leaf Credo 60 Мпикс. (53,7 × 40,3 мм);
  - Leaf Credo 80 Мпикс. (53,7 × 40,3 мм).

## Конкуренты
Фотоаппараты малого формата (полнокадровые) не представляют реальную конкуренцию из-за серьёзных различий в покупательском сегменте. Тем более, что из его прямых конкурентов среди цифровых фотоаппаратов (среднеформатных зеркальных) на 2013 год было всего трое: Leica Sx и Hasselblad HxD-серий и Pentax 645D, она самая студийная (системная), так как построена на среднеформатной плёночной зеркальной системе Mamiya 645. Основная конкуренция разворачивается за покупателя, решающего между тем, чтобы купить цифровой задник к своей системе, чтобы её «оцифровать» или купить новый в полном сборе. Фотоаппарат совместим с объективами Hasselblad V Series (через адаптер), что позволяет владельцам плёночных фотокамер этого производителя безболезненно перейти на цифровой фотоаппарат за меньшие деньги.